# Strobe Talbott
Nelson Strobridge „Strobe” Talbott III (ur. 25 kwietnia 1946 w Dayton) – amerykański naukowiec, dyplomata, dziennikarz i polityk.

## Zarys biografii
W latach 1994–2001 pełnił urząd zastępcy sekretarza stanu USA (według terminologii europejskiej – wiceministra spraw zagranicznych) w administracji prezydenta Billa Clintona, z którym jest zaprzyjaźniony od czasów, kiedy obaj byli stypendystami Rhodesa na Uniwersytecie Oksfordzkim. Pracował pod kierownictwem dwóch sekretarzy stanu: Warrena Christophera i Madeleine Albright. Aktywnie uczestniczył w procesie poszerzenia NATO o Polskę, Czechy i Węgry.
Obecnie jest prezydentem Brookings Institution w Waszyngtonie.
Znany jest ze swoich poglądów, które niektórzy określają mianem „światowego federalizmu”.
Był m.in. tłumaczem pamiętników Nikity Chruszczowa na język angielski i autorem wstępu do publikacji.

## Odznaczenia
- Order Krzyża Ziemi Maryjnej I klasy (Estonia, 2000)[2]
- Krzyż Komandorski z Gwiazdą Orderu Zasługi RP (Polska, 2001)[3]
- Wielka Wstęga Orderu Wschodzącego Słońca (Japonia, 2016)[4]